# Rosa Panzer

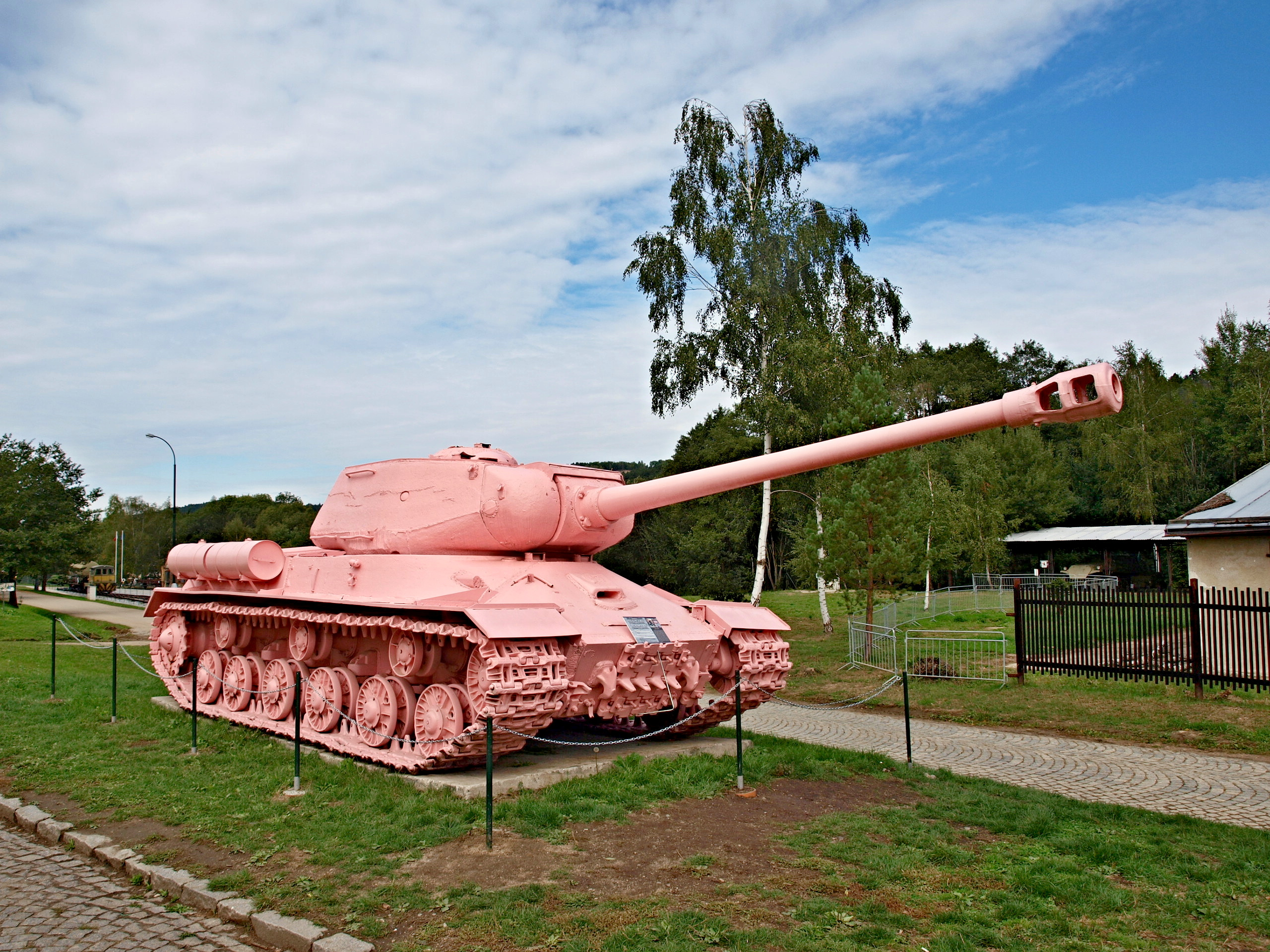
Der „Rosa Panzer“ im Militärtechnischen Museum Lešany (2012)

Der Rosa Panzer (tschechisch Růžový tank) ist ein sowjetischer Panzer vom Typ IS-2, der von 1945 bis 1991 als Denkmal im Prager Stadtteil Smíchov stand. Das Denkmal mit dem offiziellen Namen památník sovětských tankistů (Denkmal sowjetischer Panzersoldaten) erinnerte an die Ankunft der Roten Armee am 9. Mai 1945 in Prag. Den Panzer nannte man nach der Nummer auf seinem Geschützturm auch Tank číslo 23 (Panzer Nr. 23) oder Smíchovský tank (Smíchov-Panzer). Laut offizieller Propaganda sei es der erste Panzer gewesen, der im Mai 1945 in die Stadt einrollte. Dies ist jedoch nicht zutreffend.
Den Spitznamen „Rosa Panzer“ bekam er im April 1991. In einer nächtlichen Aktion strich der damalige Student der Prager Kunstakademie David Černý zusammen mit Freunden den Panzer mit rosa Farbe an und löste damit nicht nur hitzige öffentliche Diskussionen, sondern auch einen scharfen Protest der sowjetischen Regierung aus. David Černý wurde wegen Erregung öffentlichen Ärgernisses für eine kurze Zeit festgenommen. Im Juni 1991 wurde der Rosa Panzer vom Platz entfernt und befindet sich seitdem im Militärtechnischen Museum Lešany.
Im Sommer 2011 kehrte der Rosa Panzer für eine kurze Zeit nach Prag zurück und wurde auf einem schwimmenden Ponton auf der Moldau ausgestellt. Er war das Logo der „Woche der Freiheit“, einer Veranstaltung zum zwanzigsten Jahrestag des Abzugs sowjetischer Besatzungstruppen aus der Tschechoslowakei und der Auflösung des Warschauer Paktes.

## Aufstellung des Denkmals 1945, Bedeutung

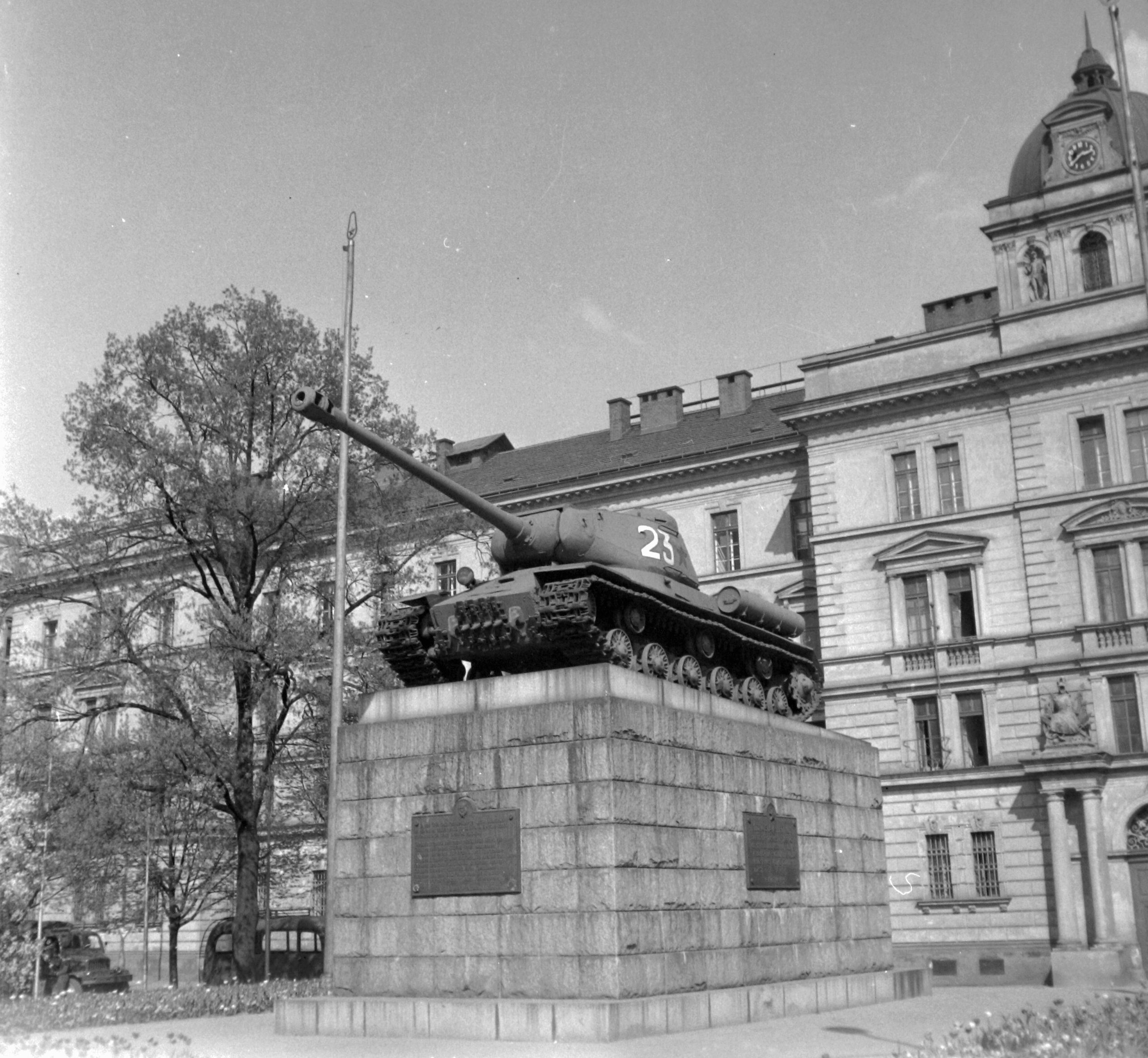
Denkmal mit dem Panzer Nr. 23 im Stadtteil Smíchov (1961)

Das Denkmal wurde am 29. Mai 1945 auf dem damaligen Štefánik-Platz (Štefánikovo náměstí), heute Kinský-Platz (náměstí Kinských), im Beisein des sowjetischen Marschalls Iwan Stepanowitsch Konew feierlich enthüllt. Der Panzer stand auf einem massiven, fünf Meter hohen Steinsockel, sein Lauf zeigte nach Westen. Er erinnerte an die Ankunft der von Konew befehligten 1. Ukrainischen Front und speziell an die von General Dmitri Leljuschenko angeführte 4. Garde-Panzerarmee, die am frühen Morgen des 9. Mai 1945 Prag erreichte. Der ausgestellte Panzer sollte den ersten sowjetischen Panzer symbolisieren, der nach Prag einrollte. Die Gedenktafel am Sockel trug die Inschrift (übersetzt): „EWIGER RUHM DEN HELDEN der Garde-Panzerarmee von General Leljuschenko, die im Kampf für die Freiheit und Unabhängigkeit unserer großen sowjetischen Heimat gefallen sind. 9. Mai 1945“.
Der erste sowjetische Panzer, der die tschechoslowakische Hauptstadt erreichte, war T-34 Nr. I-24 der 63. Panzerbrigade. Er wurde bei Kämpfen mit den deutschen Panzerabwehreinheiten auf dem Platz Klárov auf der Kleinseite zerstört, sein Kommandant, Leutnant Iwan Grigorjewitsch Gontscharenko, kam dabei ums Leben. Der ausgebrannte Panzer war als Denkmal unbrauchbar und so importierten die Sowjets einen neuen Panzer vom Typ IS-2. Dieser Panzer war größer und schwerer als der T-34 und repräsentierte besser die Überlegenheit und Stärke der Roten Armee. Seinen Geschützturm hat man mit der Nr. 23 markiert und mit dem fünfzackigen roten Stern versehen. Dieser Panzer wurde 1943 im Kirowwerk in Tscheljabinsk hergestellt und von Soldaten der Roten Armee auf das Denkmal aufgesetzt.

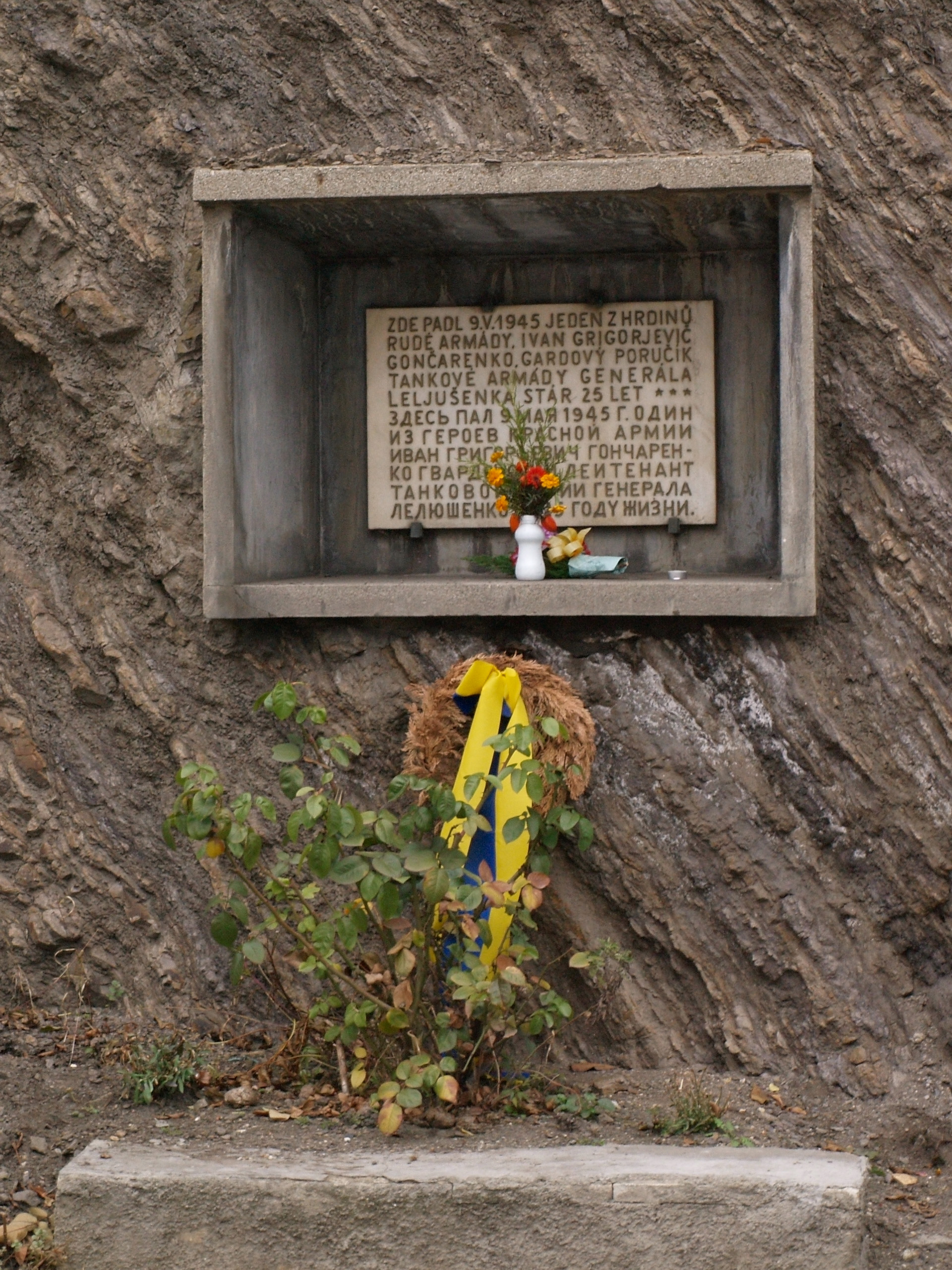
Gedenktafel für I. G. Gontscharenko (2009)

In den 1950er Jahren wurde der Panzer zum nationalen Kulturdenkmal erklärt und der Platz in náměstí Sovětských tankistů (Platz der sowjetischen Panzersoldaten) umbenannt.
Der Panzer Nr. 23 wurde zu einem gefeierten Symbol für die sowjetische Befreiung der Hauptstadt. Die kommunistische Propaganda schuf einen Mythos um diesen Panzer und verbreitete die Legende, dass hier der erste Panzer stehe, der im Mai 1945 Prag erreichte. Davon sprach schon bei der Denkmalenthüllung der damalige Prager Bürgermeister Václav Vacek. Der Panzer Nr. 23 tauchte in Filmen und auf Plakaten auf und wurde in Gedichten glorifiziert. Eine Erzählung über ihn schaffte es sogar in ein Lesebuch der 3. Grundschulklasse aus dem Jahr 1978.
Nach dem Ungarischen Volksaufstand 1956 mussten auf Anordnung des Zentralkomitees der Tschechoslowakischen Kommunistischen Partei alle Motorteile entfernt und der Panzer fahruntüchtig gemacht werden. Die aufständischen Ungarn hatten die auf Denkmälern ausgestellten Panzer in Betrieb genommen, um gegen die vorrückenden sowjetischen Truppen zu kämpfen. Die Machthaber befürchteten, dass Ähnliches auch in der Tschechoslowakei passieren könnte.

## Färbung, Kritik und Abbau des Denkmals
Nach der sogenannten Samtenen Revolution von 1989 und dem Ende der kommunistischen Zensur wurde das Denkmal zunehmend kontrovers diskutiert. Für viele Bürger symbolisierte der Panzer nicht mehr Prags Befreiung 1945, sondern die sowjetische Invasion von 1968, die den Prager Frühling beendete und die Vorherrschaft der Sowjetunion über die Tschechoslowakei sicherte. Daran erinnerte auch die damals zugeordnete Zahlensymbolik des Panzers Nr. 23 (1945 + 23 = 1968).
Kritisiert wurde nicht nur, dass der ausgestellte Panzer nicht authentisch war (Typ IS-2 wurde durch die sowjetische Rote Armee nicht in Prag eingesetzt), sondern dass es in Wirklichkeit ein Panzer der antisowjetischen Russischen Befreiungsarmee (ROA) des Generals Wlassow unter dem Kommando von General Sergei Kusmitsch Bunjatschenko war, die als erste schon am 6. Mai 1945 den Prager Aufständischen zu Hilfe kam und etliche Prager Bezirke, darunter auch den Stadtteil Smíchov, befreite (der erste Tank der sowjetischen Roten Armee, der in Prag eintraf, trug die Nr. 24). Weil jedoch Wlassow bei den Sowjets als ein Verräter angesehen wurde, sollte die Aufstellung des (angeblich) sowjetischen „Befreiungspanzers“ gerade im Stadtteil Smíchov von diesem Umstand ablenken.
In der Nacht vom 27. auf den 28. April 1991 strich der damals 23-jährige Student der Prager Kunstakademie David Černý zusammen mit einigen Freunden den Panzer mit rosa Farbe an. Auf dem Panzer installierte Černý einen zum Himmel ragenden rosafarbenen Stinkefinger. Damit löste er hitzige öffentliche Auseinandersetzungen aus, die Behörden verurteilten die Aktion und die sowjetische Regierung reichte einen scharfen Protest ein. In der Öffentlichkeit wurde diskutiert, ob Černýs Aktion eine Beleidigung der gefallenen sowjetischen Soldaten darstellt oder ob die Sowjets selber schon im Jahr 1968 das Gedenken an ihre Gefallenen entehrt hatten.

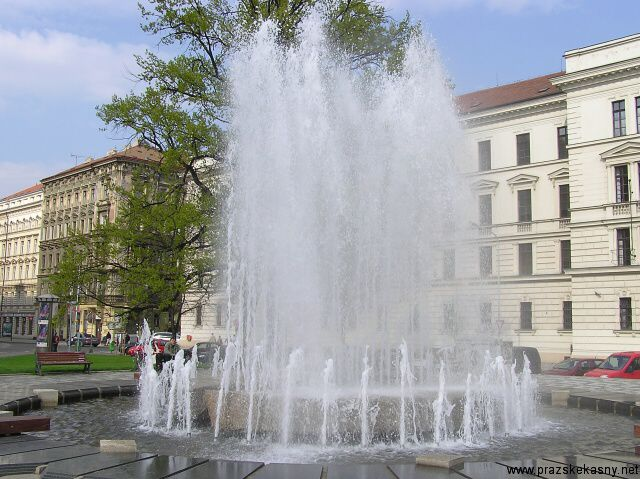
Fontäne Propadliště času an Stelle des Denkmals (2006)

Die Polizei nahm David Černý wegen Erregung öffentlichen Ärgernisses für eine kurze Zeit fest. Wegen der bevorstehenden Feierlichkeiten zum Ende des Zweiten Weltkrieges ließen die Behörden den Panzer schon drei Tage später wieder grün überstreichen. Aus Protest gegen Černýs Verhaftung nutzten 15 Abgeordnete der Partei Občanské fórum ihre Immunität und strichen im Mai 1991 den Panzer wieder rosa an. Präsident Václav Havel verurteilte diese Aktion.
Ab diesem Zeitpunkt blieb der Panzer rosa. Der Status eines nationalen Kulturdenkmals wurde aufgehoben und der Panzer am 13. Juni 1991 vom Sockel entfernt. Er kam vorerst ins Luftfahrtmuseum Kbely und später wurde er in das Militärtechnische Museum Lešany überführt.
Die im Jahr 1991 nur hastig aufgetragenen Farbschichten (rosa-grün-rosa) blätterten in den nächsten Jahren ab. Das Museum ließ deshalb alle alten Farbschichten entfernen und den Panzer neu mit der rosa Farbe lackieren. Der Anstrich wurde inzwischen mehrmals erneuert.
Am 17. Oktober 2002 wurde an der Stelle, an der sich früher der Panzer befand, ein Brunnen mit dem Namen Propadliště času (deutsch Falltür der Zeit) installiert. In den Rasen wurde ein kleiner Gedenkstein gesetzt, die Inschrift lautet (übersetzt): „Zum Gedenken an alle, die im Mai 1945 bei der Befreiung von Prag 5 ihr Leben verloren haben“.

## Weitere Aktionen

### Rosa Panzertorso (2001, 2008)

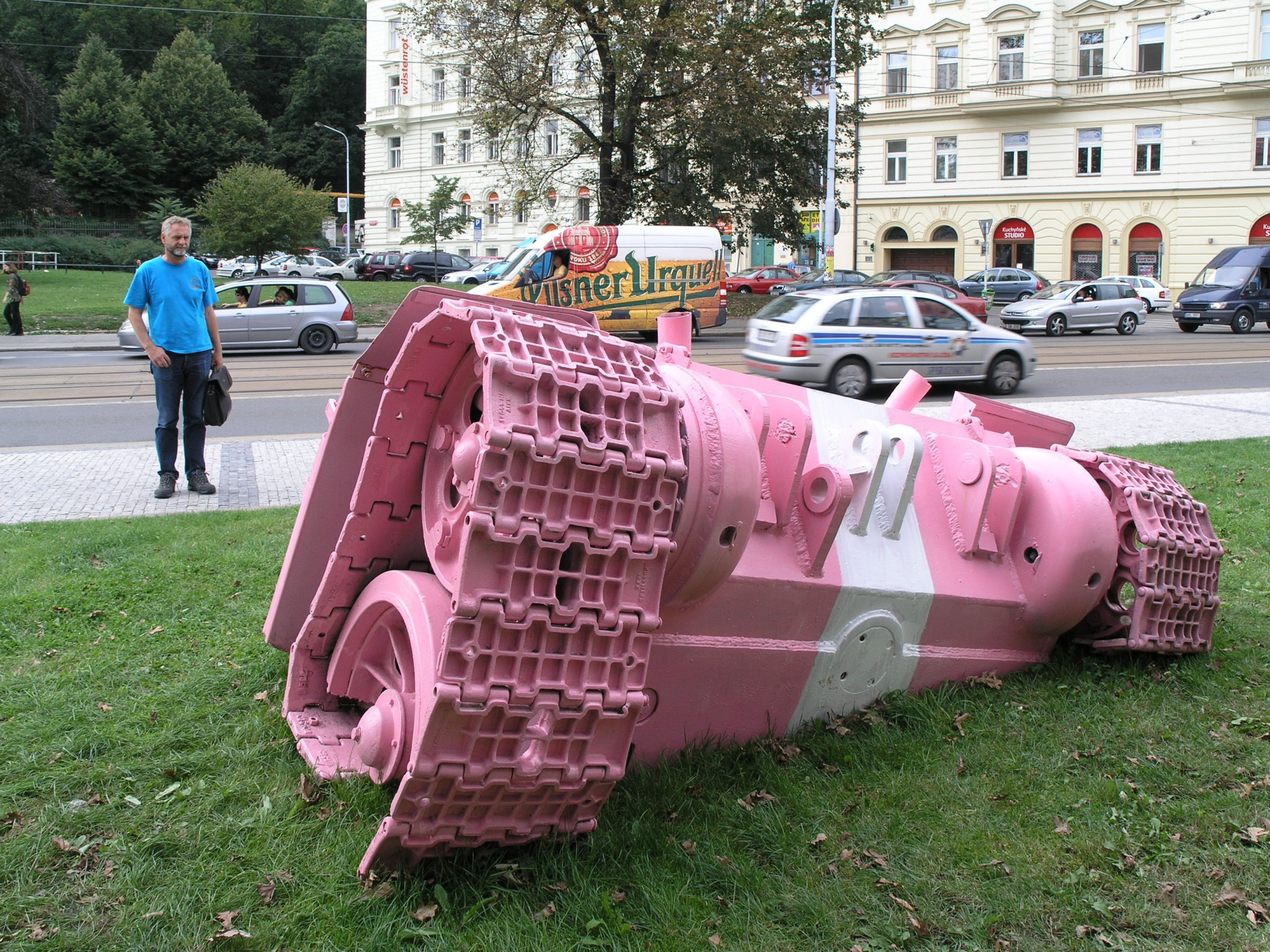
Rosa Panzertorso am Kinský-Platz (2008)

Im Jahr 2001 schlug David Černý vor, am Kinský-Platz einen Torso des Rosa Panzers zu installieren – der Panzer scheint im Boden zu versinken und nur sein Heck ragt heraus. Nach heftigen Protesten des damaligen Ministerpräsidenten Miloš Zeman und des russischen Botschafters lehnte der Stadtrat das Projekt ab. Das Kunstwerk wurde stattdessen in Lázně Bohdaneč ausgestellt, einem Kurort, in dem sich bis 1991 eine sowjetische Garnison befand.
Am 21. August 2008, dem vierzigsten Jahrestag der sowjetischen Invasion, transportierte Černý in einer illegalen nächtlichen Aktion den rosa Torso nach Prag und stellte ihn im Park auf dem Kinský-Platz auf. Den Panzer versah er mit einem weißen Streifen, wie ihn gepanzerte sowjetische Fahrzeuge im August 1968 als Markierung verwendeten. Am 12. Juni 2009 ließ der Stadtrat das Werk entfernen.

### CowParade (2004)
Im Jahr 2004 fand in Prag eine CowParade statt, ein internationales Projekt für Kunst im öffentlichen Raum. Eine der Kühe aus Glasfaserlaminat hatte der Künstler Roman Týc in Khaki gestrichen und an beiden Flanken mit fünfzackigem roten Stern und der Zahl 23 versehen. Die Zahl sollte an den Panzer Nr. 23 erinnern. Die Kuh „Romeo 23“ war von Mai 2004 bis September 2004 auf dem Kinský-Platz zu sehen. Am 8. Juli, einen Tag vor dem geplanten Happening, als die Kuh rosa gestrichen werden sollte, schnitten aus Protest gegen diese Aktion drei Studenten den roten Stern und die Zahl 23 aus der Kuh heraus.

### Rosa Panzer auf der Moldau (2011)

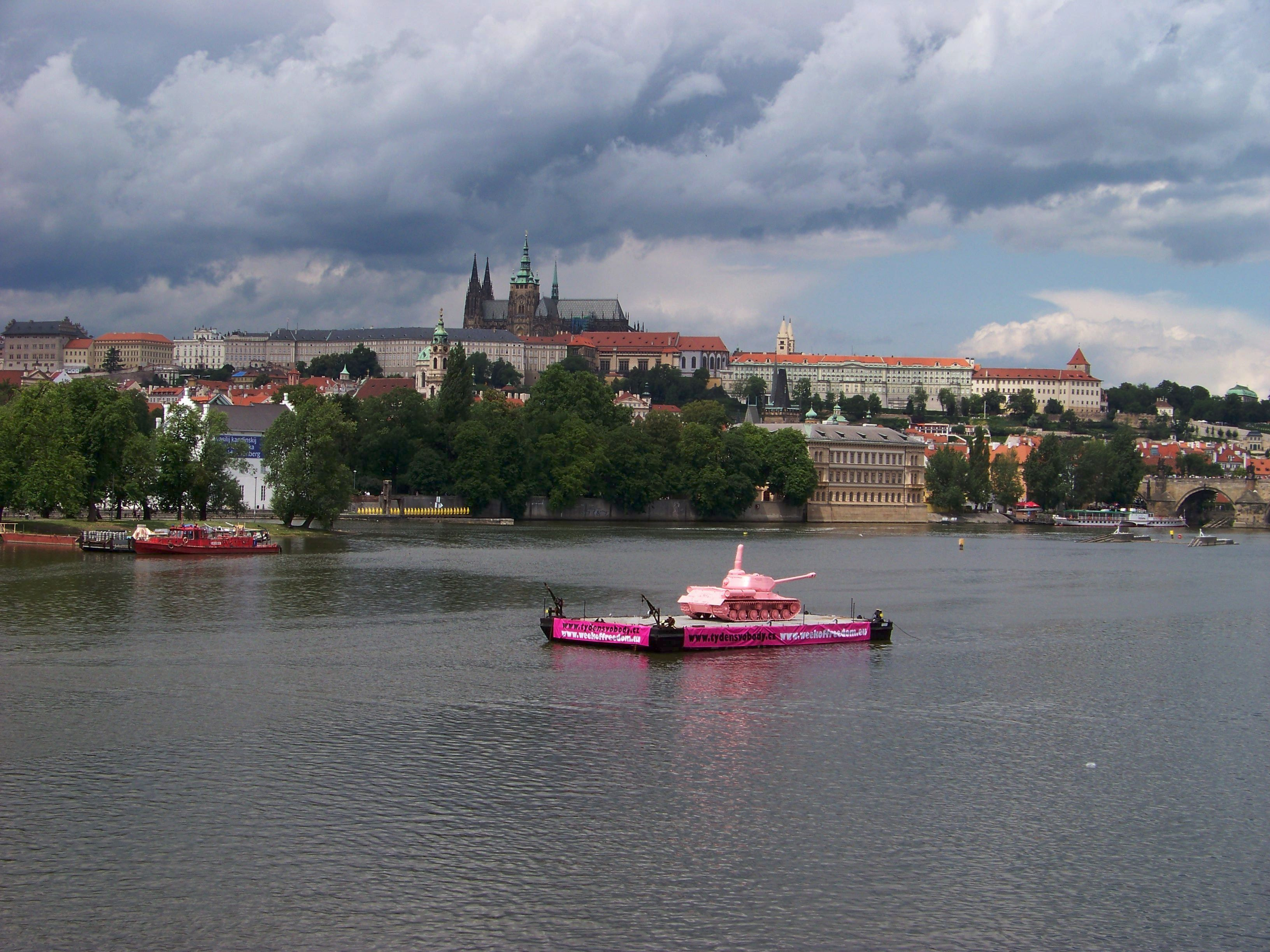
Der „Rosa Panzer“ auf der Moldau im Rahmen der „Woche der Freiheit“ (2011)

Vom 20. Juni 2011 bis zum 1. Juli 2011 kehrte der frisch lackierte Rosa Panzer aus dem Militärtechnischen Museum Lešany nach Prag zurück und wurde auf einem Ponton auf der Moldau in der Nähe der Karlsbrücke ausgestellt. Er war das Logo der „Woche der Freiheit“, einer Veranstaltung der gemeinnützigen Organisation Opona (deutsch Vorhang) in Zusammenarbeit mit dem tschechischen Außenministerium, dem Verteidigungsministerium und dem Prager Militärhistorischen Institut anlässlich des zwanzigsten Jahrestags des Abzugs sowjetischer Besatzungstruppen und der Auflösung des Warschauer Paktes. David Černý installierte auf dem Panzer wieder einen überdimensionalen rosafarbenen Stinkefinger (der ursprüngliche Finger von 1991 ging verloren).
Der damalige Verteidigungsminister Alexandr Vondra sagte zu der Aktion (übersetzt): „Das damalige Überlackieren des Panzers war eine Provokation, es war aber auch ein Akt der Freiheit. Seitdem sind 20 Jahre vergangen und es ist gut, sich an einige Sachen zu erinnern, denn jetzt ist eine neue Generation. Der Panzer bleibt rosa, wir haben diese Freiheit, also lasst uns sie schätzen.“

### Panzertorso (2018, 2022)

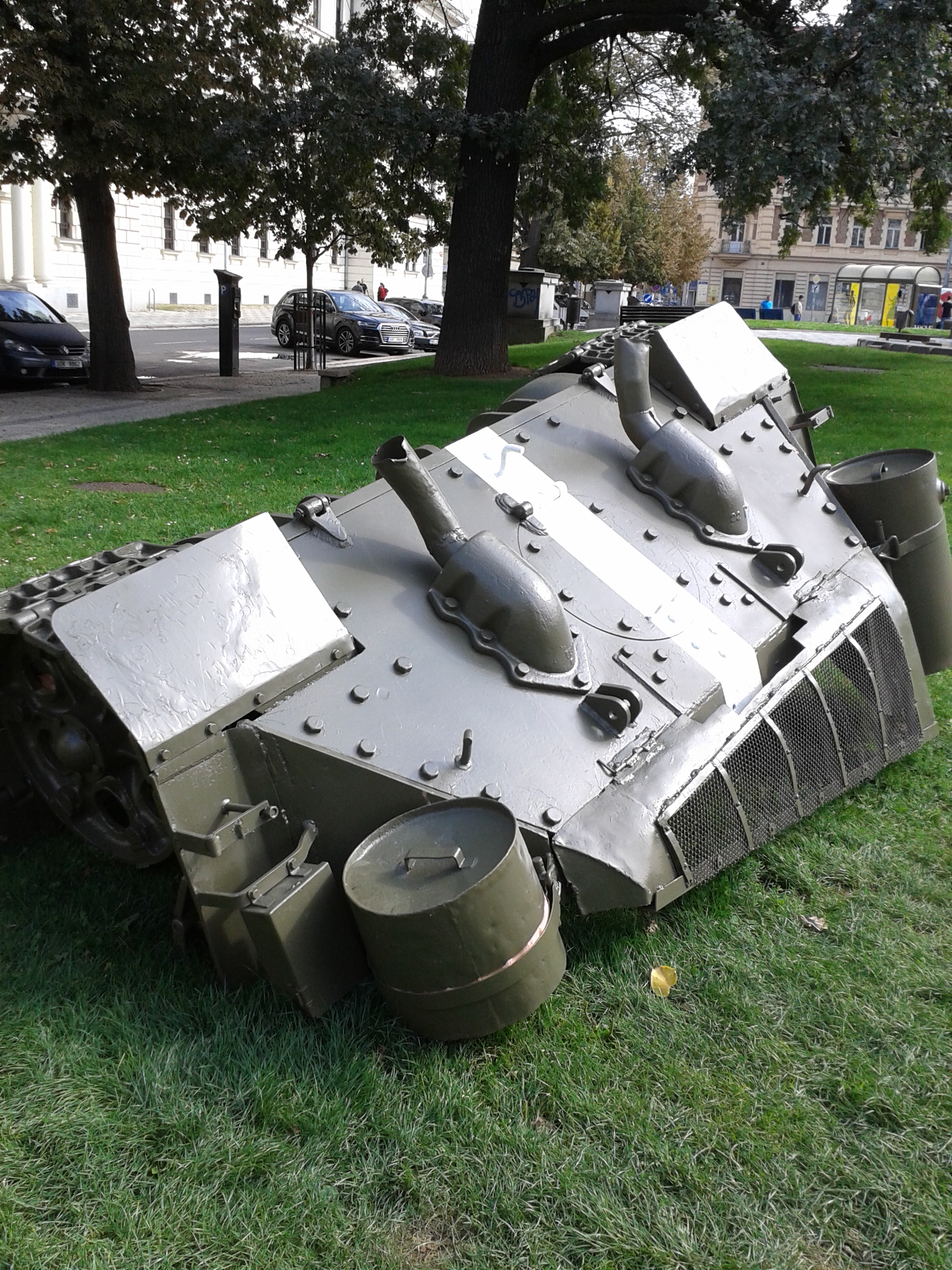
Panzertorso am Kinský-Platz (2018)

Am 21. August 2018, dem fünfzigsten Jahrestag der Okkupation der Tschechoslowakei, installierte David Černý auf dem Kinský-Platz einen Panzertorso in der klassischen grünen Farbe und wieder mit dem weißen Streifen der Invasionstruppen. Ähnlich wie bei seinem Werk von 2008 versank der Panzer im Boden und nur sein Heck ragte heraus. Die Installation sollte ursprünglich nur zwei Tage auf dem Platz zu sehen sein, nach einer Verlängerung genehmigte die Stadtverwaltung dann aber doch den dauerhaften Verbleib. Nach dem Russischen Überfall auf die Ukraine wurde der Panzertorso Anfang März 2022 in den ukrainischen Landesfarben gelb-blau lackiert.